# Рабина (Мостар)
Рабина је насељено место у граду Мостару која административно припада Херцеговачко-неретванском кантону, Федерација БиХ, Босна и Херцеговина. Рабина је подељена међуентитетском линијом између општине Невесиње и града Мостара. Према попису становништва из 2013. у насељу је живео 21 становник.

## Становништво
Према попису становништва из 2013. године у месту је био 21 становник. Насеље је у потпуности настањено Бошњацима.
| Национални састав према попису из 2013.‍ | Национални састав према попису из 2013.‍ | Национални састав према попису из 2013.‍ | Национални састав према попису из 2013.‍ | Национални састав према попису из 2013.‍ |
| --------------------------------------- | --------------------------------------- | --------------------------------------- | --------------------------------------- | --------------------------------------- |
|                                         |                                         |                                         |                                         |                                         |
| Бошњаци                                 | Бошњаци                                 |                                         | 21                                      | 100%                                    |
| Укупно: 21                              |                                         |                                         |                                         |                                         |

Ранији пописи:
| Националност | 1991.       | 1981.       | 1971.       | 1961.       |
| Муслимани    | 338 (89,9%) | 360 (83,5%) | 364 (69,5%) | 319 (54,1%) |
| Срби         | 36 (9,6%)   | 54 (12,5%)  | 151 (28,8%) | 258 (43,7%) |
| Хрвати       | —           | 3 (0,7%)    | 8 (1,5%)    | 11 (1,9%)   |
| Југословени  | —           | 14 (3,2%)   | —           | 1 (0,2%)    |
| Албанци      | —           | —           | —           | 1 (0,2%)    |
| остали       | 2 (0,5%)    | —           | 1 (0,2%)    | —           |
| Укупно       | 376         | 431         | 524         | 590         |